# Уктузское сельское поселение
Уктузское се́льское поселе́ние — муниципальное образование в Бердюжском районе Тюменской области Российской Федерации.
Административный центр — село Уктуз.

## История
Статус и границы сельского поселения установлены Законом Тюменской области от 5 ноября 2004 года № 263 «Об установлении границ муниципальных образований Тюменской области и наделении их статусом муниципального района, городского округа и сельского поселения».

## Население
| 2010 | 2011 | 2012 | 2013 | 2014 | 2015 | 2016 |
| ---- | ---- | ---- | ---- | ---- | ---- | ---- |
| 879  | ↘876 | ↘846 | ↘824 | ↘795 | ↘793 | ↘782 |
| 2017 | 2018 | 2019 | 2020 | 2021 | 2023 |      |
| ↘737 | ↗740 | ↘707 | ↘700 | ↘689 | ↘667 |      |

## Состав сельского поселения
| № | Населённый пункт | Тип населённого пункта       | Население |
| - | ---------------- | ---------------------------- | --------- |
| 1 | Мурашово         | село                         | 52        |
| 2 | Полднево         | село                         | 24        |
| 3 | Уктуз            | село, административный центр | 757       |
| 4 | Шашмурина        | деревня                      | 46        |